# Karl-August Kamilli
Karl-August Kamilli (* 5. Januar 1945 in Hagenow) ist ein deutscher Politiker. Er gehörte zu den Gründern der SDP in der DDR und saß für die SPD in der Volkskammer und dem Bundestag als Abgeordneter.

## Beruflicher Werdegang
Kamilli legte an der EOS in Hagenow 1963 das Abitur ab. Danach absolvierte er bis 1965 eine Lehre als Facharbeiter für Tiefbau. Anschließend studierte Kamilli in Leipzig bis 1970 Geophysik. Während des Studiums änderte der spätere Diplomgeophysiker offensichtlich seine Meinung zum Wehrdienst und ließ sich als Wehrdienstverweigerer anerkennen. Dementsprechend versah er als Bausoldat der NVA bis 1972 seinen Wehrersatzdienst. Danach war er bis 1990 im VEB Geophysik beschäftigt.
Nach seinen Abgeordnetentätigkeiten im Jahre 1990 wurde Kamilli als einer der ersten sächsischen Beamten Referatsleiter für Streitkräfteangelegenheiten und Konversion in der Sächsischen Staatskanzlei, zugleich Landesbeauftragter für Aufenthalt und Abzug der GUS-Streitkräfte. Im September 1992 wechselte er als Abteilungsleiter an den Sächsischen Landesrechnungshof. 1994 ging Kamilli an die Staatskanzlei zurück, wo er in der Folge unter anderem Bürgerbeauftragter war und das Büro des Beauftragten der Staatsregierung für die Belange von Menschen mit Behinderungen leitete. Zuletzt leitete er die Stabsstelle Bürgeranliegen in der Staatskanzlei.

## Politischer Werdegang
Kamilli nahm 1972 erste Kontakte zu kirchlichen Friedens- und Umweltgruppen auf. Zeitweise engagierte er sich auch im Friedenskreis beim Jugendpfarramt der Leipziger Nikolaikirche und unterlag dadurch offensichtlich zeitweise einer Überwachung des Ministeriums für Staatssicherheit. Im September 1989 trat Kamilli zunächst dem Neuen Forum bei. Im Oktober gehörte er dann zu den Mitbegründern der SDP in Leipzig und wurde am 7. November des gleichen Jahres zum SDP-Stadtverbandsvorsitzenden von Leipzig gewählt. In dieser Funktion gehörte Kamilli bis zum Januar 1990 auch dem SDP-Kreis- und Bezirksvorstand Leipzig an. Schließlich wurde er auf dem Parteitag der mittlerweile in SPD (Ost) umbenannten Partei, der vom 23. bis zum 25. Februar 1990 stattfand, zu einem der drei stellvertretenden SPD-Parteivorsitzenden gewählt.
Folgerichtig kandidierte Kamilli auch zu den Volkskammerwahlen am 18. März 1990. Dabei führte er im Wahlkreis 09 (Bezirk Leipzig) die SPD-Wahlliste an, was einen sicheren Einzug in die Volkskammer bedeutete. In der Volkskammer wurde er zum Vorsitzenden des Ausschusses für Abrüstung und Verteidigung gewählt. Er hatte damit von parlamentarischer Seite wesentlichen Anteil an der Auflösung der Nationalen Volksarmee (NVA). Generell vertrat Kamilli innerhalb der SPD damals streitbare Auffassungen. So war gegen eine Beteiligung der SPD in der Regierung de Maizière. Dennoch wurde er im September 1990 in den SPD-Bundesvorstand gewählt, dem er bis 1993 angehörte. Zudem gehörte Kamilli zu den 144 Abgeordneten, die am 3. Oktober 1990 in den Bundestag einzogen. Den erneuten Einzug in den Bundestag verpasste er am 2. Dezember 1990 knapp. Die SPD gewann in Sachsen acht Mandate, Kamilli stand auf Listenplatz 9. Weiterhin blieb er im relativ schwachen sächsischen SPD-Landesverband ein unbequemer Genosse. Dies gipfelte 1994 darin, das er bei der Bundestagswahl als SPD-Direktkandidat nicht berücksichtigt wurde. Daraufhin trat er aus der SPD aus und kandidierte  als unabhängiger Einzelkandidat im Wahlkreis 310 (Leipzig II) gegen den SPD-Kandidaten Gunter Weißgerber, welcher auch Platz 3 der Landesliste belegte. Kamilli erhielt 0,9 % der Erststimmen, Weißgerber 30,4.
2001 machte Kamilli nochmals von sich reden. Er wurde Mitglied des sächsischen Landesverbandes der Partei Rechtsstaatlicher Offensive, auch Schill-Partei genannt. Nach Streitigkeiten um die Parteistrategie wurde Kamilli 2002 aus der Partei ausgeschlossen.

## Weblink
Biografie von Karl-August Kamilli. In: Wilhelm H. Schröder: Die Abgeordneten der 10. Volkskammer der DDR (Volkparl)

## Quelle
1. ↑  taz vom 31. Januar 2002

| Personendaten    | Personendaten                            |
| ---------------- | ---------------------------------------- |
| NAME             | Kamilli, Karl-August                     |
| KURZBESCHREIBUNG | deutscher Politiker (SDP, SPD), MdV, MdB |
| GEBURTSDATUM     | 5. Januar 1945                           |
| GEBURTSORT       | Hagenow                                  |